# Novokljucsevo
Novokljucsevo (orosz betűkkel: Новоключево, baskír nyelven: Яңы Ключево) falu Oroszországban, a Baskír Köztársaságban, a Miskinói járásban.

## Népesség
- 2002-ben 176 lakosa volt, melynek 96%-a mari.
- 2010-ben 154 lakosa volt.